# Pilea tippenhaueri
Pilea tippenhaueri är en nässelväxtart som beskrevs av Ignatz Urban. Pilea tippenhaueri ingår i släktet pileor, och familjen nässelväxter. Inga underarter finns listade i Catalogue of Life.